# Aphyosemion punctatum
 Aphyosemion punctatum és una espècie de peix de la família dels aploquílids i de l'ordre dels ciprinodontiformes.

## Morfologia
Els mascles poden assolir els 5 cm de longitud total.

## Distribució geogràfica
Es troba a Àfrica: nord de Gabon, nord de la República del Congo i Camerun.